# Down to Their Last Yacht
Down to Their Last Yacht (ribattezzato nel Regno Unito Hawaiian Nights) è un film del 1934 diretto da Paul Sloane. Un film musicale interpretato da Mary Boland e Polly Moran che vedeva, tra gli interpreti minori, anche la partecipazione straordinaria di Hazel Forbes, nota Ziegfeld Girl e Miss Stati Uniti del 1926.

## Trama
Dopo il crollo di Wall Street del 1929 dove ha perso tutti i suoi averi, Geoffrey Colt-Stratton, Jr. e la sua famiglia sono costretti a trovarsi dei lavori umili per poter sopravvivere. L'unica vestigia rimasta del loro splendido passato è un magnifico yacht che Nella Fitzgerald, una promotrice di eventi sociali, suggerisce di affittare a una combriccola di nuovi ricchi. Dapprima, Geoffrey declina con freddezza l'offerta, finendo per venir convinto da sua figlia Linda, una ragazza molto pratica. Nel gruppo dei croceristi trovati da Nella consultando il Registro Sociale, vi è anche Barry Forbes, un giocatore professionista che colpisce Linda. A bordo, Freddy, l'assistente di Barry, senza che quest'ultimo ne sappia niente, trucca la roulette. Così, quando i passeggeri scoprono l'inganno, accusano Linda di furto. Lo yacht, però, finisce in una secca e tutti si trovano bloccati a Malakamokolu, un'isola dei Mari del Sud, dove i nativi li prendono prigionieri. Il capitano si mette a negoziare con la regina di Malakamokolu, cercando di imbrogliarla. Alla fine, la regina offre loro la libertà se Barry accetterà di sposarla. Benché innamorato di Linda (che è ancora arrabbiata con lui a causa della storia della roulette truccata), Barry accetta la proposta della regina. Che, però, cambia presto idea quando si innamora di Freddy, dopo averlo sentito suonare il sassofono, ordinando ai suoi di piazzare una bomba sullo yacht. Perdonato da Linda, Barry salva i passeggeri ma non riesce a salvare la nave. Adesso lo yacht resta incagliato senza possibilità di essere rimesso in acqua e i suoi passeggeri, prigionieri felici della regina, accettano il loro nuovo destino e la nuova casa ai tropici.

## Produzione
La lavorazione del film, che fu prodotto dalla RKO Radio Pictures con Pandro S.Berman come produttore esecutivo, durò da inizio aprile a inizio maggio 1934. Le riprese per le scene aggiunte o rigirate furono effettuate nei primi giorni di agosto da Sam White.
Per accelerare i tempi di lavorazione, la produzione divise il film in due unità: della prima, si occupò il produttore Lou Brock, mentre la seconda fu affidata al regista Paul Sloane. Brock supervisionò anche Sam White che, in agosto, girò alcune scene aggiunte che arrivarono al 25 per cento dell'intero film. A Brock, che l'anno prima aveva prodotto il grande successo di Carioca, la RKO concesse carta bianca, finendo per rimetterci a causa dello sforamento del budget da parte del produttore che, subito dopo, lasciò la casa di produzione.

## Distribuzione
Il copyright del film, richiesto dalla RKO Radio Pictures, Inc., fu registrato il 24 agosto 1934 con il numero LP4972.
Distribuito dalla RKO Radio Pictures, il film uscì in nelle sale cinematografiche USA il 31 agosto 1934 con il titolo originale Down to Their Last Yacht. Nel Regno Unito, fu ribattezzato Hawaiian Nights. In televisione, passò per la prima volta negli Stati Uniti nel 1955.